# 通道開放劑
通道開放劑(英文：Channel opener)，也稱為通道激活劑(英文：channel activator)，是一種促進離子流過離子通道的藥物。
其中包括：
- 鉀離子通道開放劑
- 鈣離子通道開放劑
- 鈉離子通道開放劑
- 氯離子通道開放劑